# Tolnai András
Tolnai András (Budapest, 1978. május 25. –) énekes, színész, előadóművész, a 100 Tagú Cigányzenekar énekese.

## Élete
Zenész–művészcsaládból származik, édesanyja, Horváth Zsuzsa, a világon egyedülálló női zenekarvezető prímásnő, a Rajkó Művészegyüttes egyik alapító művésze. Édesapja Puporka András klarinétművész, a 100 Tagú Cigányzenekar szólamvezetője.
Tolnai András először hangszereken tanult, de csak később, a magyar nóta éneklésben teljesedett ki tehetsége és karrierje. Már nagyon fiatalon (11 évesen) állandó énekese volt a Kulacs étteremnek, ahol tíz éven át hallhatta a közönség.
Gaál Gabriella, Győri Szabó József, Vöröss Sári nemcsak tanárai, hanem példaképei is voltak.
1994-től a 100 Tagú Cigányzenekar férfi szólistája lett Bangó Margit mellett.
Elhivatottan hirdeti Magyarország „nemzeti kincsét”, a magyar nótát, a cigánydalokat, az operettet, a táncdalokat, az örökzöldeket és a népdalokat is, a világ valamennyi színpadán. Olyan hírességekkel állt egy színpadon mint például: Lukács Margit, Perczel Zita, Melis György, Turay Ida, Szeleczky Zita, Sinkovits Imre, Pápai Erzsi,  Melis György, Kalmár Magda és Bessenyei Ferenc. Énekelt világsztároknak, közéleti méltóságoknak, és hallhatta őt II. János Pál pápa is. Külföldi állomásai: Németország, Franciaország, Anglia, Olaszország és Hollandia.
2008-ban a magyar nóta és a cigánydal éneklés hivatalosan is megkoronázott királya lett. 2010-től a Morvay Károly Nóta- és Dalkör művészeti igazgatója tisztjét tölti be. Gondoskodik az utánpótlás nevelésében is, korrepelálja és instruálja a pályakezdőket valamint az amatőr előadókat. Több száz tévéfelvétel birtokosa. Az egyik legtöbbet díjazott magyar előadóművész.

## Díjai, kitüntetései
- 1992: "Csendül a nóta" énekverseny I. helyezettje és közönségdíjasa.
- 1994: a II. Nótaolimpia győztese.
- 1998: a III. Nótaolimpia legjobb férfielőadói díj.
- 2002: Magyar Köztársasági Bronz Érdemkereszt.
- 2009: Zámbó Jimmy-díj
- 2012: Vitéz Lovagrenddel tüntették ki.
- 2012: Nemzetőri kinevezést kapott Ezredesi ranggal.
- 2014 Emberi Hang Díj
- 2014: Jótékonysági Díj[1]
- 2015: Magyar Arany Érdemkereszt
- 2016: A Magyar Nemzetőrség  Érdemkeresztje
- 2017. Arany mikrofon-díj
- 2017. A Magyar Nemzetőrség Tisztikeresztje
- 2018: Életműdíj
- 2024: A Dankó Rádió Magyarnóta Előadói-díja[forrás?]

## Hitvallása
"Szerelmem a színpad, fizetségem a taps."

## További információ
- https://www.facebook.com/photo.php?fbid=1600305446682494&set=pcb.1600079383371767&type=3&theater